# باتری نیم‌قلمی

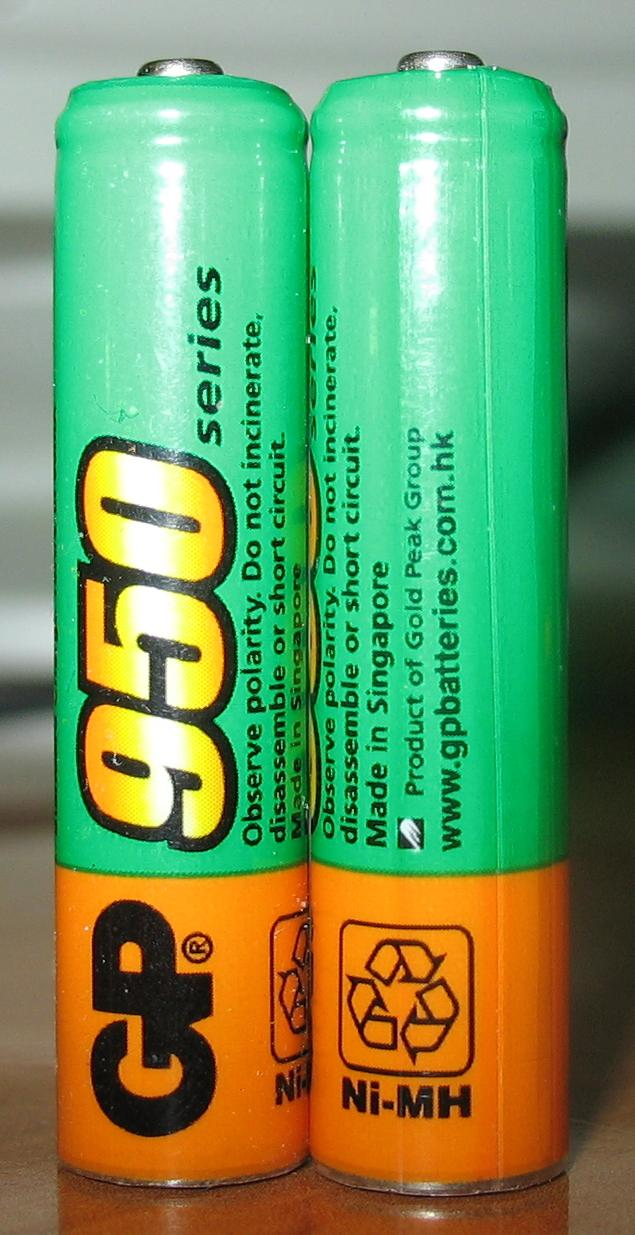
یک باتری نیکل-هیدرید فلز در سایز ای‌ای‌ای

باتری ای‌ای‌ای (به انگلیسی: AAA battery یا triple-A battery) که با نام باتری نیم قلمی نیز شناخته می‌شود، یکی از ابعاد استاندارد باتری‌های پیل خشک است. به‌طور استاندارد طول یک باتری ای‌ای‌ای ۴۴٫۵ mm و قطر آن ۱۰٫۵ mm در نظر گرفته می‌شود. عمده کاربرد این سایز باتری در تجهیزات الکترونیکی قابل حمل مانند دوربین‌ها و کنترل‌های دستی است.

## استاندارهای معادل
- U16 (در بریتانیا و در دهه ۱۹۸۰ میلادی)
- Micro
- Microlight
- MN2400
- MX2400
- Palito (برزیل)
- Type 286 (شوروی/روسیه)
- UM 4 (ژاپن)[۲]
- #۷ (چین)
- 6135-99-117-3143 (NSN)[۳]